# Leucorrhinia hudsonica
Leucorrhinia hudsonica är en trollsländeart som först beskrevs av Selys 1850.  Leucorrhinia hudsonica ingår i släktet kärrtrollsländor, och familjen segeltrollsländor. Inga underarter finns listade i Catalogue of Life.